# 496
496  (CDXCVI foi um ano bissexto do século V do Calendário Juliano, da Era de Cristo e as suas letras dominicais foram G e F (52 semanas), teve início a uma segunda-feira e terminou a uma terça-feira. Segundo o horóscopo chinês, foi o ano do Rato.
| Ano completo                            |
| --------------------------------------- |
| Ano bissexto com início à segunda-feira |

## Eventos
- 24 de Novembro - Eleição do Papa Anastácio II;
- Batalha de Tolbiac (?): os francos de Clóvis I derrotam os alamanos;
- Clóvis I depois de se converter ao Catolicismo, é batizado.

## Mortes
- indefinido o dia - Guntamundo rei dos vândalos;
- 21 de Novembro - Papa Gelásio I.